# Ichthyophis cardamomensis
Ếch giun cadamo (tên khoa học: Ichthyophis cardamomensis) là một loài ếch giun trong chi Ichthyophis được phát hiện năm 2014 ở dãy núi Cardamom thuộc tây nam Campuchia ở một khu rừng mưa nhiệt đới.

## Mô tả
Với ngoại hình kỳ dị của chúng có thể liên tưởng đến sinh vật giun lai rắn. Đây một loài lưỡng cư không chân mới, với hình thù kỳ dị, vừa giống giun đất khổng lồ, vừa giống rắn với màu xám nâu. Đây là sinh vật dị thường, một loài lưỡng cư không có chi, giống giun đất với mắt nhỏ hoặc không mắt, chuyên đào hang ẩn náu dưới mặt đất. Ichthyophis cardamomensis chỉ dài 30 cm.
Các cá thể ếch giun có một vai trò quan trọng trong hệ sinh thái của các vùng nhiệt đới và cận nhiệt đới, kể cả vai trò cung cấp thức ăn cho rắn trun (Cylindrophis ruffus). Các sinh vật này ăn động vật không xương sống, chẳng hạn như giun đất, kiến và mối dù các loài ếch giun khác có thể phát triển kích thước cơ thể tới 1,5 mét.